# Kids Diana Show и Kids Roma Show
Kids Diana Show и Kids Roma Show — каналы на видеохостинге YouTube, героями которых являются Диана и Рома, сестра и брат из Украины, одни из самых популярных детей-видеоблогеров рунета.

## Тематика каналов
Каналы показывают жизнь брата и сестры Ромы и Дианы.
Примеры сюжетов видеороликов: у Дианы примерка платьев, тестирование детской косметики; у Ромы распаковка игрушек, катание на детской машине.
Каналы в целом похожи на каналы Мистера Макса и Мисс Кейти, но Рому и Диану снимает мать, а не отец. Кроме того, по состоянию на 2016 год Диана и Рома мало говорили и мало что делали в кадре, а действовали и рассказывали всё их родители.
Пример сюжета: игра в «Машу и Медведя» с Дианой в роли Маши, причём обращают на себя качественные костюмы и реквизит.

## Доходы
Каналы приносят более 100 тысяч долларов в месяц.

## Роли озвучивали
- Марина Герасимова — Диана
- Борис Кузнецов — Рома
- Юрий Маляров — все роли

## Продвижение
Каналы Ромы и Дианы входят в украинскую многоканальную сеть AIR.